# Villers-Bretonneux
Villers-Bretonneux is een gemeente in het Franse departement Somme (regio Hauts-de-France) en telt 4.592 inwoners (2019). De plaats maakt deel uit van het arrondissement Amiens.

## Geschiedenis

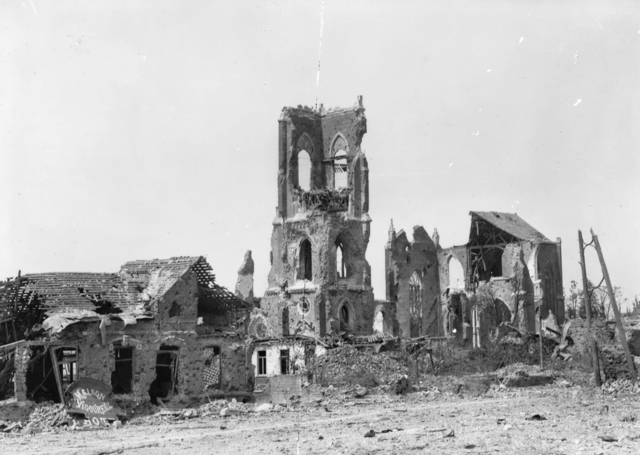
Villers-Bretonneux in april 1918

Villers-Bretonneux ligt in de historische regio Picardië. De plaats is ontstaan rond het jaar 1000. Rond het jaar 1100 kreeg Villers-Bretonneux een stadscharter. De stad ontwikkelde zich rond een feodaal kasteel en kreeg in de 13e eeuw een bestuur met schepenen. De plaats had regelmatig te lijden onder oorlogsgeweld en epidemieën. In 1636 werd de stad ingenomen door het keizerlijke leger toen dat Corbie belegerde. In 1749 was er een zware uitbraak van de pest. Op 27 november 1870 werd de stad na zware gevechten ingenomen door Pruisische troepen. Die hielden de stad gedurende drie maanden bezet tot het einde van de Frans-Duitse Oorlog. En in april 1918 slaagde het Australian and New Zealand Army Corps (ANZAC) hier erin de Duitse opmars naar Amiens te stoppen na zware gevechten. Toen vond de eerste gedocumenteerde tankslag uit de Eerste Wereldoorlog plaats.
In de 19e eeuw bloeide de stad dankzij de textielindustrie. Hieraan kwam een einde door de verwoesting tijdens de Eerste Wereldoorlog.

## Geografie
De oppervlakte van Villers-Bretonneux bedraagt 14,5 km², de bevolkingsdichtheid is 316 inwoners per km².
De onderstaande kaart toont de ligging van Villers-Bretonneux met de belangrijkste infrastructuur en aangrenzende gemeenten.

## Verkeer en vervoer
In de gemeente ligt spoorwegstation Villers-Bretonneux.

## Demografie
Onderstaande figuur toont het verloop van het inwonertal (bron: INSEE-tellingen).

## Oorlogsherinneringen
Op het grondgebied van de gemeente liggen verschillende Britse militaire begraafplaatsen met gesneuvelden uit de Eerste Wereldoorlog: Adelaide Cemetery, Villers-Bretonneux Military Cemetery, Crucifix Corner Cemetery, Villers-Bretonneux Communal Cemetery en het Villers-Bretonneux Memorial.
Het Musée Franco-Australienne met een collectie rond de gevechten tijdens de Eerste Wereldoorlog werd geopend in 1975.